# Diplazium gomezianum
Diplazium gomezianum är en majbräkenväxtart som beskrevs av Charles Dennis Adams.
Diplazium gomezianum ingår i släktet Diplazium och familjen Athyriaceae. Inga underarter finns listade i Catalogue of Life.